# Auguste Goffin
Auguste Goffin (Schaerbeek, 23 de abril de 1914-Braine-l'Alleud, 2 de noviembre de 2014) fue un piloto de motociclismo belga, que participó en el Campeonato del Mundo de Motociclismo desde 1949 hasta 1956.

## Biografía
Auguste Goffin comenzó a participar en carreras de dirt track en 1933 y también participó activamente en el fútbol con motocicletas. En 1934 participó en las carreras de carretera de Rush junto a Maurice van Geert.
Su carrera fue interrumpida por la Segunda Guerra Mundial, pero entre 1938 y 1955 fue campeón de Bélgica catorce veces en las diferentes categorías de 350 y 500 cc. Goffin siempre fue conductor privado, casi siempre con un Norton. Compitió en más de 400 competiciones internacionales, pero se dejó ver poco por el Campeonato del Mundo de Motociclismo. En 1954, subió por primera y única vez al podio al quedar segundo por detrás de Pierre Monneret en el Gran Premio de Francia.
En 1956, Goffin terminó su carrera como piloto después de un accidente en Suecia. Ya tenía 42 años, recibió la Medalla de Plata al Mérito Deportivo. En ese momento, se centró principalmente en su propio negocio de motocicletas, pero también puso motos a disposición de pilotos belgas prometedores y también dirigió su propio equipo (Ecurie Nationale Belge / Goffin).
Auguste Goffin murió el 2 de noviembre de 2014, con más de 100 años, en Braine-l'Alleud.

## Resultados
Sistema de puntuación en 1949:
| Posición | 1.º | 2.º | 3.º | 4.º | 5.º | Vuelta rápida |
| Puntos   | 10  | 8   | 7   | 6   | 5   | 1             |

Sistema de puntuación desde 1950 hasta 1968:
| Posición | 1.º | 2.º | 3.º | 4.º | 5.º | 6.º |
| Puntos   | 8   | 6   | 4   | 3   | 2   | 1   |

Los 5 mejores resultados se contaban hasta 1955.
(carreras en cursiva indica vuelta rápida)
| Año  | Clase  | Equipo  | 1       | 2       | 3      | 4       | 5     | 6      | 7       | 8       | 9     | Pts. | Pos. |
| ---- | ------ | ------- | ------- | ------- | ------ | ------- | ----- | ------ | ------- | ------- | ----- | ---- | ---- |
| 1949 | 350cc  | AJS     | IOM -   | SUI -   | NED -  | BEL 16  | ULS - |        |         |         |       | 0    | –    |
| 1949 | 500cc  | Triumph | IOM -   | SUI -   | NED -  | BEL Ret | ULS - | NAT -  |         |         |       | 0    | –    |
| 1950 | 500cc  | Norton  | IOM -   | BEL 15  | NED -  | SUI -   | ULS - | NAT 17 |         |         |       | 0    | –    |
| 1951 | 350 cc | Norton  | ESP Ret | SUI -   | IOM -  | BEL 21  | NED - | FRA -  | ULS -   | NAT -   |       | 0    | –    |
| 1951 | 500 cc | Norton  | ESP -   | SUI -   | IOM -  | BEL 14  | NED - | FRA -  | ULS -   | NAT -   |       | 0    | –    |
| 1952 | 350 cc | Norton  | SUI -   | IOM -   | NED -  | BEL 8   | GER 7 | ULS -  | NAT 5   |         |       | 2    | 11.º |
| 1952 | 500 cc | Norton  | SUI -   | IOM -   | NED -  | BEL 7   | GER 5 | ULS -  | NAT Ret | ESP Ret |       | 2    | 17.º |
| 1953 | 350 cc | Norton  | IOM -   | NED -   | BEL 15 | FRA 7   | ULS - | SUI -  | NAT -   |         |       | 0    | –    |
| 1953 | 500 cc | Norton  | IOM -   | NED -   | BEL 10 | FRA Ret | ULS - | SUI -  | NAT -   | ESP 9   |       | 0    | –    |
| 1954 | 350 cc | Norton  | FRA 2   | IOM -   | ULS -  | BEL 7   | NED - | GER -  | SUI -   | NAT -   | ESP 6 | 7    | 9.º  |
| 1954 | 500 cc | Norton  | FRA Ret | IOM -   | ULS -  | BEL 9   | NED - | GER -  | SUI -   | NAT -   | ESP 5 | 2    | 22.º |
| 1955 | 350 cc | Norton  |         | FRA 4   | IOM -  | GER -   | BEL 8 | NED -  | ULS -   | NAT -   |       | 3    | 12.º |
| 1955 | 500 cc | Norton  | ESP -   | FRA Ret | IOM -  | GER Ret | BEL 5 | NED -  | ULS -   | NAT -   |       | 2    | 22.º |
| 1956 | 350 cc | Norton  | IOM -   | NED -   | BEL 7  | GER -   | ULS - | NAT -  |         |         |       | 0    | –    |
| 1956 | 500 cc | Norton  | IOM -   | NED -   | BEL 6  | GER -   | ULS - | NAT -  |         |         |       | 1    | 23.º |